# Idioma protogermánico
El protogermánico (o germánico común) es el ancestro común hipotético de todas las lenguas germánicas, que incluyen, entre otras, el inglés, el neerlandés,  el alemán y las lenguas nórdicas. 
La lengua protogermánica no ha sido confirmada directamente por ningún texto, pero ha sido reconstruida por medio de métodos comparativos. Solo se han encontrado unas pocas inscripciones rúnicas en Escandinavia datadas de ca. 200 d. C. que se piensan que representan una etapa del protonórdico inmediatamente posterior al protogermánico. Algunas palabras tomadas prestadas del germánico temprano, que existían en lenguas no germánicas vecinas, se cree que fueron tomadas del protogermánico; un ejemplo es en finés y estonio la palabra kuningas «rey», que es similar a la palabra reconstruida del protogermánico *kuningaz.
El protogermánico es una lengua descendiente del protoindoeuropeo. Poseía solamente dos tiempos verbales (pasado y presente), en comparación con los seis o siete tiempos del griego, latín y sánscrito. Parte de esta diferencia es debida a la deflexión caracterizada por la pérdida de tiempos del presente en el protoindoeuropeo, por ejemplo, el pretérito perfecto. Sin embargo, muchos de los tiempos verbales de otras lenguas parecen ser innovaciones separadas en cada una de ellas.

## Descripción lingüística

### Fonología
D. Ringe (1997) recoge el siguiente inventario consonántico para el protogermánico:
|           |           | Labial | Dental | Alveolar | Palatal | Velar | Labio- velar |
| --------- | --------- | ------ | ------ | -------- | ------- | ----- | ------------ |
| oclusiva  | sorda     | *p     | *t     |          |         | *k    | *kʷ          |
| oclusiva  | sonora    | *b     | *d     |          |         | *g    | *gʷ          |
| fricativa | fricativa | *f     | *þ     | *s, *z   |         | *h    | *hʷ          |
| nasal     | nasal     | *m     | *n     |          |         |       |              |
| sonorante | sonorante |        | *l     | *r       | *j      |       | *w           |
Las oclusivas sonoras */b/, */d/, */ɡ/ alternaban entre oclusivas [b], [d], [ɡ] y fricativas [β], [ð] y [ɣ]. Los alófonos oclusivos aparecían:
- Al inicio de una palabra (no en el caso de */ɡ/).
- Después de una consonante nasal.
- Cuando estaban geminadas.
- En el caso de */d/, después de */l/, */z/ y posiblemente */r/.

En todas las otras ocasiones aparecían los alófonos fricativos.
La nasal no labial */n/ fue velar [ŋ] antes de */k/ y */ɡ/ y labiovelar [ŋʷ] antes de */kʷ/ y */ɡʷ/. Antes de */h/ desapareció y causó que la vocal anterior fuera nasalizada y larga.
En cuanto a las vocales, habrían existido cuatro vocales breves /*i, *e, *a, *u/, cinco vocales largas /*ī, *ē, *ā, *ō, *ū/ y dos vocales extralargas o trimoraicas /*ê, *ô/. La diferencia entre /*ē, *ê/ es la misma que entre lo que otros autores reconstruyen como /*ē1, *ē2/. Algunos autores transcriben /*h, *hʷ/ como /*x, *xʷ/, ya que en muchas posiciones esos fonemas habrían tenido alófonos velares (más que glotales).

### Evolución del protogermánico
La evidencia arqueológica sugiere que antes de que la lengua se diferenciara en ramas individuales, los pueblos germánicos habitaban en el sur de Escandinavia y a lo largo de sus costas, desde los Países Bajos en el oeste, hasta el río Vístula en el este, ca. 750 a. C.
El protogermánico pertenece a la familia de lenguas indoeuropeas que se desarrolló hacia el final de la cultura neolítica de la Europa Occidental, incluyendo la cultura de los vasos de embudo y la cultura de cerámicas cordadas en el sur de Escandinavia y Jutlandia.
Algunos sugieren que el protogermánico evolucionó en el tiempo de manera relativamente aislada. Su evidencia se basa principalmente en el vocabulario, donde afirman que un tercio del vocabulario básico es de un origen no indoeuropeo. Otros eruditos disputan sobre este aspecto y han sugerido etimologías del protoindoeuropeo a la mayoría de las palabras cuestionadas.
El protogermánico abarca la etapa de la lengua que constituye el antepasado común más reciente de las lenguas germánicas, datado como de la última mitad del I milenio a. C. Los dialectos hablados durante la Edad de Bronce nórdica, alrededor del 2500–500 a. C., aun cuando no tienen ningún descendiente atestiguado con excepción de las lenguas germánicas, se los llama «pre-protogermánicos». El hecho de que un tercio del vocabulario protogermánico tenga una etimología indoeuropea ambigua no es extraño para una lengua de ca. 500 a. C.; en otras ramas del indoeuropeo sucedió lo mismo.
Hacia el año 250 a. C., el protogermánico se dividió en cinco grupos diferentes de lenguas germánicas (dos hacia el oeste y norte y uno hacia el este).

### Gramática
El protogermánico era una lengua flexiva como el resto de lenguas indoeuropeas antiguas testimoniadas. El nombre y el adjetivo distinguían tres clases de número gramatical (singular, dual y plural), tres géneros gramaticales (masculino, femenino y neutro) y seis casos (nominativo, vocativo, acusativo, genitivo, dativo-ablativo e instrumental).
El verbo incluía dos voces (activa y pasiva), tres modos (indicativo, subjuntivo, imperativo) y tres tiempos gramaticales (presente, pasado y futuro).
Los pronombres personales reconstruidos del protogermánico son:
|            | Singular | Singular | Singular | Singular | Singular | Dual     | Dual      | Plural   | Plural      | Plural |
| 1.ª        | 2.ª      | 3.ª      | 3.ª      | 3.ª      | 1.ª      | 2.ª      | 1.ª       | 2.ª      | 3.ª         |        |
| 1.ª        | 2.ª      | masc.    | fem.     | neut.    | 1.ª      | 2.ª      | 1.ª       | 2.ª      | 3.ª         |        |
| ---------- | -------- | -------- | -------- | -------- | -------- | -------- | --------- | -------- | ----------- | ------ |
| Nominativo | *ik/*ek  | *þū      | *iz      | *si      | *ita     | *wit     | *jut      | *wīz     | *juwiz>*jūz | *ijoz  |
| Acusativo  | *mik     | *þik     | *ina     | *ija     | *ita     | *unk     | *inkw     | *uns     | *iz?        | *ijoz  |
| Dativo     | *miz     | *þiz     | *imma    | *izai    | *imma    | *unkiz   | *inkwiz   | *unsiz   | *izwiz      |        |
| Genitivo   | *mīnaz   | *þīna    | *iz      | *izos    | *iz      | *unkeraz | *inkweraz | *unseraz | *izweraz    |        |

### Léxico
Una gran parte del léxico del protogermánico deriva por evolución directa del protoindoeuropeo. Junto con ese léxico directamente heredado existen unos pocos préstamos de otras lenguas indoeuropeas no heredados directamente por el protogermánico. Entre estos préstamos son especialmente numerosos los préstamos del protocelta, como por ejemplo: *rīk- 'rey', *īsarną 'hierro', *ambahtaz 'esclavo', *brunjōn- 'cota de malla', *lēkijaz (*lêkijaz?) 'médico', *gīslaz 'rehén', *Rīnaz 'Rin' y *walhaz ‘extranjero’ (que es una adaptación del nombre de la tribu llamada por los romanos Volcae). El término *rīk- es identificable como préstamo celta debido a su primera vocal, siendo cognado del latín, rēx, rēg- ‘rey’; la vocal del protogermánico habría sido *ē si el término hubiera sido heredado directamente del protoindoeuropeo. Sin embargo, en protocelta ese sonido evolucionó a *ī. El mismo argumento se aplica al término para 'hierro' derivado del protoindoeuropeo *ésH2r ‘sangre’.
En comparación con los préstamos celtas, los procedentes del latín son bastante menos numerosos en protogermánico. Además de *rūmōnīz < rōmānī 'romanos', se encuentran los préstamos *pundą < pondus 'libra', *katilaz 'tetera' y una familia de palabras a partir de la raíz *kaup- < caupō 'comerciante' (alemán kaufen). También se prestaron una serie de palabras latinas comunes como *sikuraz (de securus), *skribana (del scribere), *munito (de moneta) y *kaisaraz (del nombre de Julio César). Estas palabras muestran que son claramente préstamos, ya que no fueron afectadas por la ley de Grimm. Además es notorio que todas estas palabras tengan que ver con el comercio. Posteriormente, los préstamos latinos se hicieron más frecuentes en las lenguas germánicas más meridionales, especialmente en gótico y alto alemán antiguo.
Finalmente, el protogermánico exhibe además unos pocos préstamos de lenguas orientales. El bálico y el eslavo parecen haber tomado préstamos del protogermánico más que en sentido inverso. Entre las palabras comunes que no podrían ser préstamos están los términos para 'once', 'doce' y 'mil'. Un préstamo obvio del iranio es *paþaz 'camino', claramente tomado después de que la ley de Grimm hubiera dejado de actuar y de ahí presenta *p- inicial. Otro ejemplo es el término para 'trabajo' *wurstwą (inglés > work), cuya *-s- no podría ser explicable en términos de vocabulario heredado; de hecho, refleja el sonido *š del protoiranio (comparar el avéstico vərəštuua-). Otros dos términos prestados antes del final de la ley de Grimm son *hanapiz 'cannabis' (inglés > hemp) o *paidō 'capa’, ambos tomados de alguna lengua oriental no especificada.
A continuación se dan algunos términos reconstruidos comparados con sus descendientes testimoniados en lenguas germánicas antiguas:
| PROTO- GERMÁNICO   | anglosajón antiguo | alto alemán antiguo | nórdico antiguo | gótico         | GLOSA                                  |
| ------------------ | ------------------ | ------------------- | --------------- | -------------- | -------------------------------------- |
| *hunhruz           | hungor             | hungar              | hungr           | hūhrus         | 'hambre'                               |
| *fanhaną *fanganaz | fōn fangen         | fāhan gifangan      | fá fenginn      | fāhan fāhans   | 'tomar, apoderarse' 'tomado, caputado' |
| *bringaną *branhtē | bringan brōhte     | bringan brāhta      |                 | briggan brāhta | 'traer' '[ella] trae'                  |
| *sitjaną           | sittan             | sizzen              | sitja           |                | 'sentar[se]'                           |
| *etaną             | etan               | eʒʒan               | eta             |                | 'comer'                                |